# Das wahre Leben
Das wahre Leben ist eine Andreas-Bareiss-Produktion der tv60film für den Südwestrundfunk, BR Fernsehen und Schweizer Fernsehen des Regisseurs Alain Gsponer aus dem Jahr 2006. Die Tragikomödie wurde unter anderem mit dem Grimme-Preis ausgezeichnet.

## Handlung
Roland Spatz ist ein Workaholic, der sich im Laufe der Jahre von seiner Frau Sybille und den beiden heranwachsenden Söhnen Charles und Linus entfremdet hat. Als er seine Stelle als Risikomanager verliert, muss er sich plötzlich mit seiner Familie auseinandersetzen: mit seiner Frau, die sich in eine Affäre und die Arbeit in ihrer Galerie flüchtet, mit dem ältesten Sohn Charles, der beim Bund seine Homosexualität entdeckt, und dem jüngsten Sohn Linus, der – um Aufmerksamkeit zu erregen – Bomben bastelt und die Nachbarschaft terrorisiert. Als Gegenbild zu seinen Bemühungen um eine idyllische Kleinfamilie fungiert die Nachbarsfamilie Krüger, die vor einigen Jahren einen Sohn verloren hat: der Vater Alkoholiker, die Mutter tablettensüchtig und die Tochter suizidgefährdet.
Nachdem Linus gegen Ende des Filmes das Haus seiner Eltern in Brand gesteckt und sich Florina Krüger im Tablettenrausch in den Swimmingpool gestürzt hat, arbeiten Roland und Sybille Hand in Hand zusammen, um Florinas Leben zu retten. Am Ende schlafen die beiden Arm in Arm im Garten ihres verbrannten Hauses.
Linus erzählt aus dem Off, dass in der Chemie immer alles in Bewegung ist.

## Hintergrund
Das wahre Leben ist der Titel des Verleihs, ursprünglich hieß der Film BUMMM!. Gedreht wurde der Film im November und Dezember 2005 in Stuttgart und Ludwigsburg.
Für Fernsehausstrahlungen wurde 2007 eine Hörfilmfassung durch den SWR erstellt. Die Bildbeschreibungen werden von Uta-Maria Torp gesprochen.

## Kritik
„Überzeugend gespielte, phasenweise aber zu unentschlossen und vorhersehbar entwickelte Burleske, die erst spät die Balance zwischen Tragödie und Satire findet, dann aber durchaus stimmig das Bild einer auf hohem Niveau kriselnden Republik zeichnet.“

## Auszeichnungen
- Baden-Württembergischer Drehbuchpreis 2004 für Matthias Pacht und Alexander Buresch
- MFG-Star Baden-Baden 2006 für Alain Gsponer
- Deutscher Filmpreis 2007 in der Kategorie Beste Nebendarstellerin für Hannah Herzsprung
- Bambi 2007 in der Kategorie Film national an Katja Riemann für Das wahre Leben und Ein fliehendes Pferd
- Preis der deutschen Filmkritik 2007, Kategorie Bestes Drehbuch, an Matthias Pacht und Alex Buresch
- Deutscher Hörfilmpreis 2008[3]
- Adolf-Grimme-Preis 2009 an die Autoren Matthias Pacht und Alex Buresch, den Regisseur Alain Gsponer und die Darstellerinnen Hannah Herzsprung und Katja Riemann